# Institut Jean-Jacques Rousseau
L'Institut Jean-Jacques Rousseau és una escola de ciències de l'educació fundada a Ginebra el 1912.
Fundat el 1912 par Édouard Claparède, l'escola va reunir els grans noms de l'època: Adolphe Ferrière, Pierre Bovet, Ernst Schneider, Arnold Reymond, Jean Piaget, Rolin Wavre, Gustave Juvet, Hélène Antipoff i molts altres. La seva finalitat fundacional fou la d'enfortir la preparació psicològica i pedagògica dels educadors. A partir del curs 1929-1930 va quedar incorporat a la Universitat de Ginebra, i des del 1975 constitueix la seva Facultat de psicologia i de ciències de l'educació.
L'Institut Rousseau tingué un paper rellevant en la formació dels pedagogs catalans durant el primer terç del segle xx, i en la implantació a Catalunya de la "pedagogia activa" o "escola nova". Pau Vila hi assistí a diversos cursos, ja des del 1912. Molts altres pedagogs catalans assistiren als cursos semestrals o als cursos d'estiu que l'Institut organitzava. Pere Rosselló, Josep Mallart, Narcís Masó, Anna Bassegoda, Jesús Sanz, Raimon Vidal, Alexandre Galí, Emili Mira, Concepció Vandellós, Mercedes Rodrigo Bellido i un llarg etcètera.